# Кубла північна
Кубла північна (Dryoscopus gambensis) — вид горобцеподібних птахів родини гладіаторових (Malaconotidae). Мешкає на півночі Субсахарської Африки. Утворює надвид зі строкатою кублою. 

## Підвиди
Виділяють п'ять підвидів:

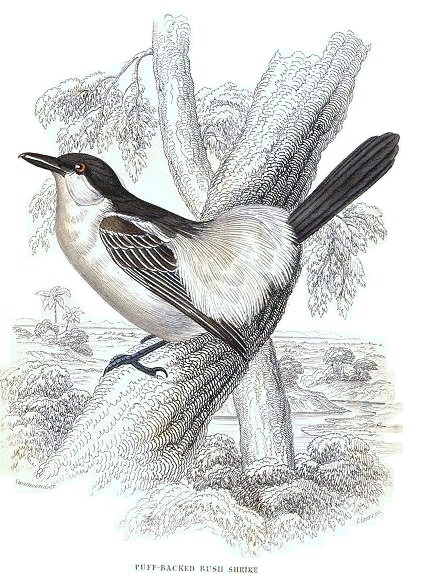
Малюнок самця північної кубли з розпушеним пір'ям

- D. g. congicus Sharpe, 1901 — поширений на південному заході Республіки Конго та на заході ДР Конго;
- D. g. erythreae Neumann, 1899 — поширений на сході Судану, в Еритреї та Ефіопії;
- D. g. gambensis (Lichtenstein, MHK, 1823) — поширений від Сенегалу і Гамбії до Габону;
- D. g. malzacii (Heuglin, 1870) — поширений від східного Камеруну до західної Кенії;
- D. g. erwini Sassi, 1923 — поширений на сході ДР Конго, на південному заході Уганди та на північному заході Танзанії.

## Поширення і екологія
Північні кубли живуть у вологих саванах, тропічних і субтропічних рівнинних лісах та мангрових лісах.

## Галерея

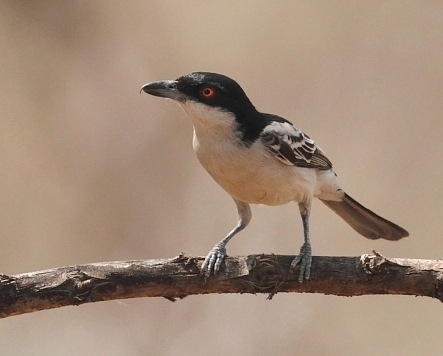
Самець північної кубли (Національний парк Моле, Гана)
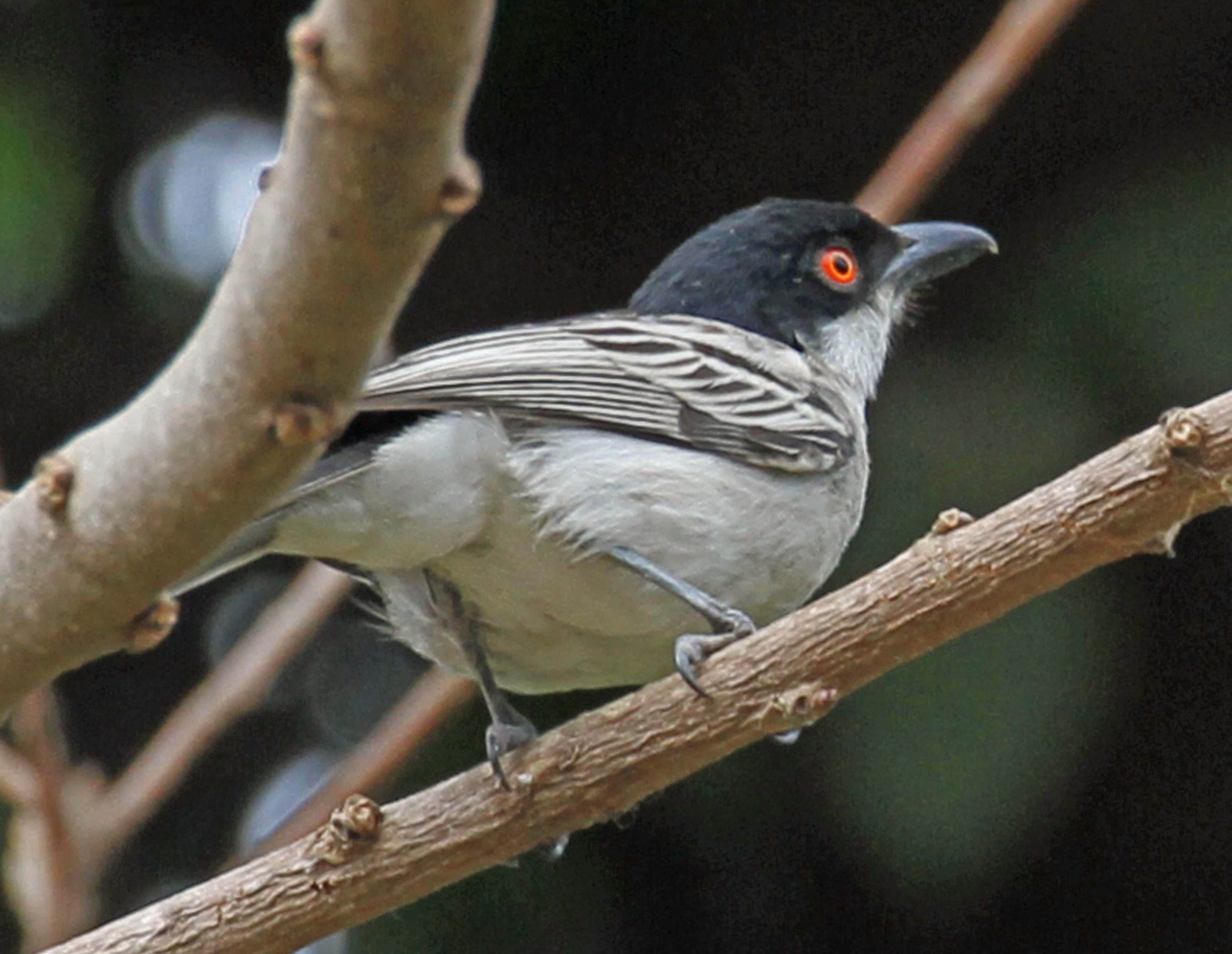
Гамбія, самець підвиду D. g. gambensis
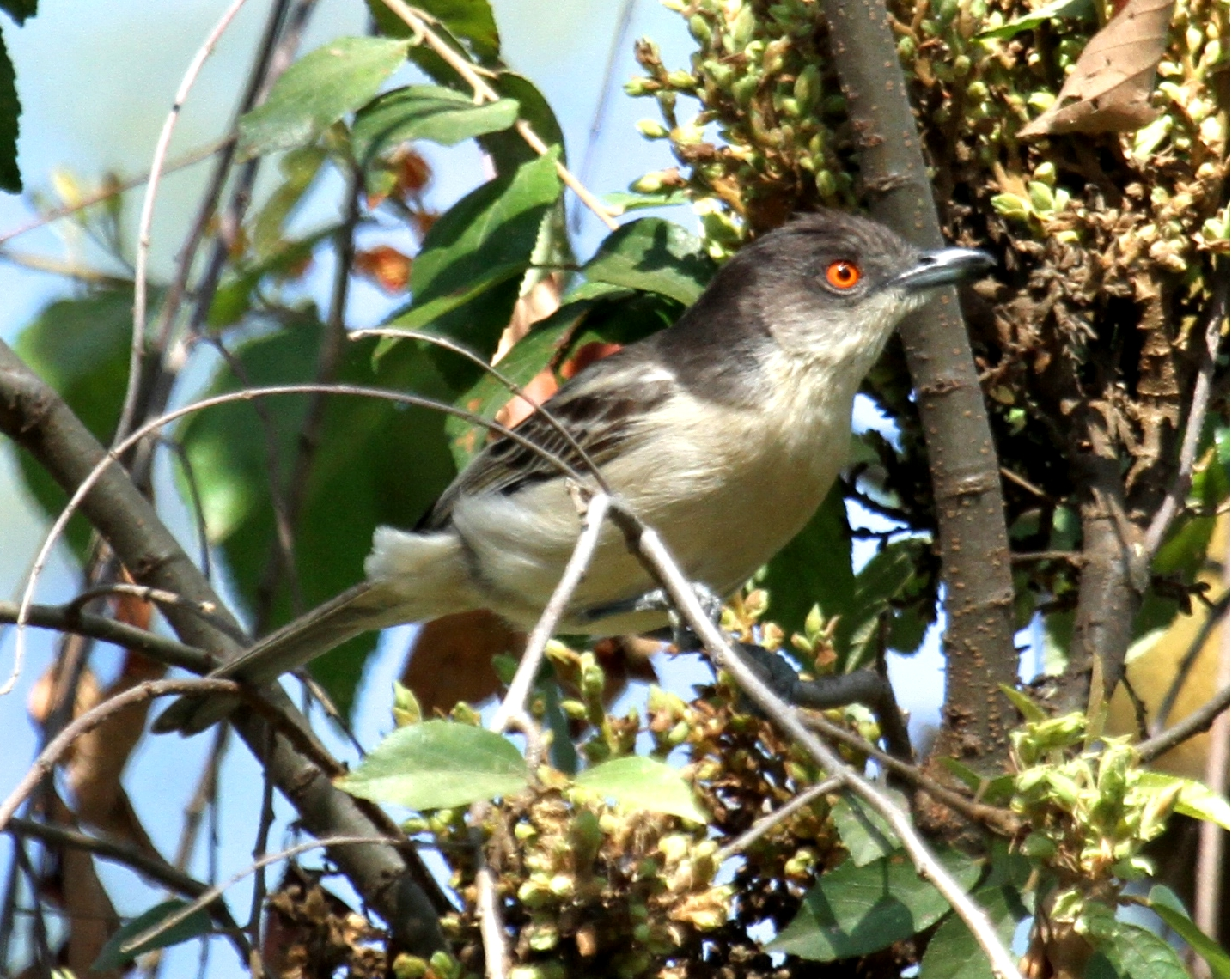
Самець підвиду D. g. malzacii (Національний парк озера Накуру, Кенія)